# Xian de Jiajiang
Le xian de Jiajiang (夹江县 ; pinyin : Jiājiāng Xiàn) est un district administratif de la province du Sichuan en Chine. Il est placé sous la juridiction de la ville-préfecture de Leshan.

## Démographie
La population du district était de 348 310 habitants en 1999.